# Вероника решава да умре (филм)
Вероника решава да умре е американски филм по едноименната книга на Паулу Коелю. За разлика от книгата, където действието се развива в Любляна, Словения, действието на филма се развива в Ню Йорк.
Вероника (в ролята Сара Мишел Гелар) решава да сложи край на живота си. Опитът ѝ обаче не успява и тя се събужда в психиатрична болница, където ѝ остават броени дни живот, защото лекарствата, които поема, отслабват неимоверно сърцето ѝ. След няколко дни в болницата, тя се влюбва в шизофреника Едуард (Джонатан Тъкър) и намира нови сили за живот.
Премиерата на филма е през август 2009 година в Бразилия, след което се прожектира в някои страни на Европа. В САЩ премиерата се очаква през пролетта на 2010 година.